# Paranthura nordenstami
Paranthura nordenstami är en kräftdjursart som beskrevs av Brian Frederick Kensley 2003. Paranthura nordenstami ingår i släktet Paranthura och familjen Paranthuridae. Inga underarter finns listade i Catalogue of Life.